# Křížová cesta (Petřkovice)
Křížová cesta v Petřkovicích na Novojičínsku se nachází jihovýchodně od obce na úpatí kopce Petřkovická hůrka a vede k poutnímu místu Petřkovické Lurdy v nadmořské výšce 500 m n. m.

## Historie
Křížovou cestu tvoří čtrnáct kovových sloupků, na kterých je připevněna vrcholová kaplička. Pašijový obrázek je ve dřevěném rámu a je zastřešen stříškou. Osm zastavení stojí oboustranně podél přístupového schodiště, šest zastavení lemuje kruhové prostranství před vlastní Lurdskou jeskyní, ke které stoupá další krátké schodiště.

### Poutní místo
Roku 1887 novojičínský měšťan pan Stüber navštívil poutní místo Lurdy v jižní Francii, kde se roku 1858 chudé dívce Bernadetě šestnáctkrát zjevila Panna Maria. Po návratu z Lurd se Stüber rozhodl rozšířit tuto zvěst. K založení poutního místa vybral opuštěný pískovcový lom poblíž Petřkovic a požádal o pomoc starostu a obecní radu.
Prostranství před lomem, obklopené lesy, skalami a stráněmi, roku 1888 obyvatelé obce vyklidili, upravili jeskyni a postavili schody z louky. Socha Panny Marie byla vytesána z kamene vylomeného ve zdejším lomu. Později byla vybudována křížová cesta a vztyčen kříž, roku 1958 zde byl umístěn kříž nový.